# مسجد الشاكري
مسجد الشاكري هو من مساجد النجف التاريخية والتراثية ومن أكبر المساجد في مدينة النجف، أسسه وبناه الحاج حسين الشاكري عام 1968م، يقع المسجد في وسط مدينة النجف بالقرب من مجسر ثورة العشرين يتميز المسجد بالمنارة الزرقاء التي يبلغ أرتفاع نحو 35 متر مربع ويحتوي على قبة مزخرفة باللون الأزرق ومساحة المسجد تبلغ حوالي 300م2، وتقام في المسجد مختلف الشعائر والمناسبات الدينية.

## معرض صور
معرض صور مسجد الشاكري